# Ламли, Уильям
Генерал сэр Уильям Ламли (28 августа 1769 — 15 декабря 1850) был офицером британской армии и придворным в конце восемнадцатого и начале девятнадцатого веков. Сын графа Скарборо, Ламли быстро продвигался по службе благодаря своей репутации храброго и профессионального военного, участвовавшего на кампаниях в Ирландии, Египте, Южной Африке, Южной Америке, Италии, Португалии и Испании. После ухода в 1811 году в отставку по состоянию здоровья Ламли занимал пост губернатора Бермудских островов, а затем получил должность придворного в королевской семье. Ламли особенно известен своими действиями в битве при Антриме, где он спас жизнь нескольким мировым судьям и был серьёзно ранен, сражаясь в рукопашной схватке с объединёнными ирландскими повстанцами во время ирландского восстания 1798 года.

## Ранняя карьера
Ламли был седьмым сыном Ричарда Ламли, 4-го графа Скарборо и его жены Барбары, урождённой Сэвил. Он получил образование в Итонском колледже и в 1887 году присоединился к 10-му полку лёгких драгунов в звании корнета. Благодаря существовавшей в то время системе, когда офицеры могли приобретать повышение по службе, Ламли неуклонно поднимался по служебной лестнице, став майором в 1793 году во время французских революционных войн. К 1795 году Ламли был переведен в 22-й драгунский полк в звании подполковника, а в 1798 году был отправлен в Ирландию для борьбы с войсками общества объединённых ирландцев во время ирландского восстания 1798 года.
Во время этого конфликта Ламли со своим полком патрулировал сельскую местность, и 7 июня 1798 года находился в Антриме, когда на город напали по меньшей мере 4000 повстанцев во главе с Генри Джой Маккракеном. Город защищался пёстрой смесью из регулярных солдат, ополченцев и добровольцев-сторонников, которые заняли позицию в замке Антрим; Ламли командовал кавалерией. Первая атака повстанцев была отбита, и кавалерийские войска Ламли попытались разгромить их, в то время как оставшаяся часть гарнизона отступила в замок. Кавалерия подвергалась контратакам со стороны пикинёров, и Ламли был тяжело ранен, прежде чем подкрепление из Белфаста разогнало объединённых ирландцев. Атака Ламли дала остальной части гарнизона время для отступления.

## Наполеоновские войны
Через два года после восстания Ламли оправился от ран и повёл свой полк во время вторжения генерала Эберкромби в Египет в 1801 году. Он помог вынудить французскую армию сдаться, хотя неясно, в каких военных действиях он участвовал. В 1802 году 22-й драгунский полк был расформирован, и Ламли перевёлся во 2-й резервный полк, которым он командовал до его роспуска в 1804 году. В том же году Ламли женился на Мэри Сазерленд из Ульверстоуна, но она умерла менее чем через три года. В 1805 году Ламли получил звание генерал-майора и в течение года командовал бригадой, дислоцированной в Лондоне, пока в 1806 году не записался добровольцем в экспедицию в Южную Африку. Ламли сражался в битве при Блауберге, которая завершила захват Кейптауна британцами, а в следующем году присоединился к отряду генерала Уайтлока, который вторгся в регион Ла-Плата.
Ламли участвовал в битве при Монтевидео, во время которой город был захвачен, но был вынужден уйти вместе с остальной армией, когда нападение на Буэнос-Айрес провалилось. Ламли не считался ответственным за провал операции, и в 1808 году он был назначен командиром легкой кавалерийской бригады в небольшой британской армии, которая высадилась на Сицилии, а затем вторглась в Италию под командованием сэра Джона Стюарта. Армия захватила Искью, но не смогла удержать свои завоевания и отступила в конце 1809 года.

## Пиренейская война
Несмотря на крах ещё одной экспедиции, Ламли немедленно вызвался служить под командованием сэра Артура Уэлсли в Пиренейской войне. Он вступил в армию в 1810 году и участвовал в кампании, кульминацией которой стала осада Бадахоса в 1811 году, руководя неудачным нападением на бастион Сан-Кристобаль. В начале битвы при Ла-Альбуэра 16 мая 1811 года по приказу сэра Уильяма Бересфорда Ламли заменил Роберта Балларда Лонга, командующего союзной кавалерией, из-за предполагаемой некомпетентности Лонга, хотя в то время были указаны и другие причины. Во время битвы кавалерия Ламли поддерживала союзников сразу после уничтожения бригады Дэниела Хоутона, а затем поддерживала с фланга основную атаку Бересфорда на заключительном этапе битвы. Несколько дней спустя Ламли снова участвовал в кавалерийском бою в битве при Усагре, где два французских кавалерийских полка были загнаны в ловушку и почти уничтожены, но его здоровье ухудшалось, и в августе 1811 года он был демобилизован и больше никогда не участвовал в сражениях.

## Дальнейшая жизнь
Ламли провел несколько лет, восстанавливая после болезней, и в 1812 году стал придворным королевской семьи в качестве камердинера. В 1814 году он получил звание генерал-лейтенанта и на следующий год после окончания войны был посвящён в Рыцари Большого Креста ордена Бани, а в 1817 году женился на миссис Луизе Маргарет Коттон, вдове полковника Линча Коттона. В 1819 году Ламли был назначен губернатором Бермудских островов и оставался на этом посту до 1825 года, но попал в опалу и покинул пост после того, как был осуждён в суде за незаконное вмешательство в церковные дела и оштрафован на 1000 фунтов стерлингов. Во время его отставки Ламли был почётным полковником ряда полков. В 1831 году он стал Рыцарем Большого Креста и в 1837 году был снова повышен до генерала, прежде чем уйти в отставку со всех придворных и военных обязанностей в 1842 году. Ламли умер в декабре 1850 года в своем лондонском доме на Гросвенор-сквер.